# Ménès (pharaon)
Pour les articles homonymes, voir Ménès.
Méni (plus connu sous son nom grec de Ménès (Μηνης)) est l'unificateur de l'Égypte et donc le premier roi égyptien selon la tradition égyptienne.

## Attestations
Méni est le nom sous lequel les documents égyptiens désignent le fondateur de l'Égypte pharaonique à partir de la XVIIIe dynastie (scarabée d'Hatchepsout et de Thoutmôsis III).
Le roi est également présent sur les listes royales ramessides sous un nom différent, le nom écrit étant corrompu par le temps :
- la liste royale d'Abydos, datée du règne de Séthi Ier (XIXe dynastie), dans laquelle le nom de Méni est inscrit à la première position[2],
- le canon royal de Turin, daté de la XIXe dynastie, dans lequel le nom de Méni est inscrit à la onzième position de la troisième colonne[2],
- la liste royale du Ramesséum (Ramsès II), située sur le registre supérieur du môle oridental du second pylône, sur la paroi donnant sur la seconde cour, enregistre le nom de Méni avec celui de Montouhotep II et ceux des rois du Nouvel Empire ; la graphie du nom Méni est la même que celle de la liste royale d'Abydos[3],[4].

Enfin chez les auteurs du premier millénaire avant l'ère commune, le roi est cité par divers noms qui sont des formes héllénisées du nom égyptien Méni :
- il est nommé Mina (Μινα) par Hérodote ; ce dernier indique que ce roi aurait le premier unifié l'Égypte à partir des deux royaumes de Haute et de Basse-Égypte avec comme capitales respectives Nekhen et Bouto, puis il aurait fondé Memphis, et le temple de Ptah à l'intérieur de la cité, à la jonction entre les deux anciens royaumes en détournant le cours du Nil grâce à une levée de terre et en asséchant les terrains abandonnés par le fleuve[5],
- il est nommé Ménès (Μηνης) par Manéthon de Sebennytos ; les copies de ses écrits font de lui le premier roi de la Ire dynastie et lui attribuent un règne de trente ans(selon  la version d'Eusèbe de Césarée) ou soixante ou soixante-deux ans (selon la version d'Africanus) ; ces sources manéthoniennes précisent également que Ménès était originaire de Thinis (ce que la nécropole royale d'Oumm el-Qa'ab semble confirmer) et qu'il fut tué par un hippopotame (cet épisode pourrait être une allégorie d'un conflit entre Nagada, dont le dieu Seth, symbolisé par l'hippopotame, est le protecteur, et Nekhen, dont le dieu Horus, symbolisé par le roi, est le protecteur) ; enfin, dans la version d'Eusèbe de Césarée (Fr. 7(a)), il est indiqué que le roi mena une campagne à l'étranger et devint célèbre par la suite (cet épisode pourrait se référer à l'expédition minière vers le Ouadi 'Ameyra au Sinaï, au cours de laquelle le roi aurait pu soumettre la population locale, ou bien dans le sud de Canaan, où le roi est également bien attesté, une étiquette d'ivoire trouvée dans la tombe du roi à Oumm el-Qa'ab (puits B17), montre un Levantin et est dans une position où dans laquelle il semble rendre hommage au roi)[6],[7],[8],
- il est nommé Menan (Μηναν) ou Mena (Μηνα) par Diodore de Sicile ; ce dernier indique que le roi, poursuivi par ses chiens au cours d'une chasse, aurait été sauvé par un crocodile qui l'aurait transporté sur son dos pour traverser le lac Moéris dans le Fayoum, dans lequel il s'était réfugié ; reconnaissant, le roi aurait fondé la ville de Crocodilopolis à proximité du lac[5].

## Identification avec les rois attestés
Du fait de la position de Ménès dans les listes royales, il a été tenté, sans arriver à un consensus, de rapprocher la figure de ce roi aux rois contemporains de la Ire dynastie, en particulier avec Narmer et Aha qui sont tous deux attestés avec des hiéroglyphes formant le mot Men :
- une empreinte de sceau découverte à Abydos, sur laquelle le serekh de Narmer alterne avec le hiéroglyphe du plateau de jeu, se lisant men, et le complément phonétique n symbolisé par le hiéroglyphe de l'eau[9],
- une étiquette en ivoire découverte dans la tombe de Neith-Hotep à Nagada et sur laquelle sont inscrits le serekh d'Aha et, à l'intérieur de ce qu'il semble être un sanctuaire, les signes se lisant Nebty Men, la mention de Nebty pourrait en faire la plus ancienne attestation de ce titre, bien que cela ne soit pas certain[10],[11].

Plusieurs interprétations ont été données à ces documents : pour le premier document, une première interprétation a simplement associé le nom Men au roi Narmer, tandis qu'une autre, loin de faire l'unanimité, faisant de cette empreinte de sceau celle d'un roi et de son fils aîné, faisant ainsi de Aha et Men une seule personne ; pour le second document, une première interprétation a simplement associé le nom Men au roi Aha, tandis qu'une autre hypothèse, faisant remarquer que l'inscription Nebty Men était située à l'intérieur d'une sorte de sanctuaire, a proposé comme interprétation que l'étiquette serait une figuration de l'enterrement de Narmer par Aha. Ces différentes interprétations ne font cependant pas consensus,. Toujours est-il que, selon trois scellements découverts à Abydos, les deux premiers dans la nécropole de Den, le troisième dans la nécropole de Qâ, Narmer était une figure fondatrice pour ses successeurs de la dynastie, ces trois sceaux montrant l'ordre de succession des rois, respectivement de Narmer à Ouadji/Djet et incluant Merneith (la mère de Den) pour le premier, de Narmer à Den et incluant Merneith à nouveau pour le deuxième, et de Narmer à Qâ (sans Merneith cette fois) pour le troisième,.